# Bestimmung (Biologie)
Bestimmung, auch Identifizierung (Identifikation), Determination oder Spezifikation genannt, ist in der Biologie die Zuordnung eines individuellen Lebewesens (Tier, Pilz, Pflanze oder einzelliger Mikroorganismus) zu einer taxonomischen Einheit (Taxon), meist der Art. Dies führt zu einem Namen aus der wissenschaftlichen Nomenklatur (beispielsweise Panthera leo); mitunter gelingt jedoch die Bestimmung nur auf höherer taxonomischer Ebene, wie der Gattung (z. B. Panthera) oder der Familie (z. B. Felidae). Eine wissenschaftliche Bestimmung erfolgt stets anhand von natürlichen, vererbbaren Merkmalen, also charakterisierenden Eigenschaften, die in der Diagnose des Taxons beschrieben sind. Diese Merkmale können auf der Morphologie, der Anatomie, der Physiologie, dem Verhalten oder auf molekularen Strukturen beruhen. Bestimmungen werden manuell oder computergestützt unter Verwendung von Bestimmungsschlüsseln oder anhand von Vergleichsexemplaren aus Naturkundemuseen oder Privatsammlungen durchgeführt.